# Karlıova
Karlıova là một huyện thuộc tỉnh Bingöl, Thổ Nhĩ Kỳ. Huyện có diện tích 1311 km² và dân số thời điểm năm 2007 là 32147 người, mật độ 25 người/km².